# Wrington
Wrington is een civil parish in North Somerset in Engeland in de vallei van de Congresbury Yeo rivier ongeveer 9 km ten oosten van Weston-super-Mare en 3 km zuidoosten van Yatton. 

## Geboren
- John Locke (1632-1704), filosoof